# Okonek
Okonek (in tedesco Ratzebuhr) è un comune urbano-rurale polacco del distretto di Złotów, nel voivodato della Grande Polonia.
Ricopre una superficie di 325,88 km² e nel 2004 contava 8 975 abitanti.